# Невидљиви човек (филм из 1976)
Невидљиви човек је југословенски телевизијски филм из 1976. године. Режирао га је Радивоје Лола Ђукић, који је написао и сценарио.